# Bella Block: Das Gegenteil von Liebe
Das Gegenteil von Liebe ist ein deutscher Fernsehfilm von Dagmar Hirtz aus dem Jahr 2004. Es handelt sich um den 15. Filmbeitrag der Filmreihe Bella Block.

## Handlung
Der sechsjährige Oskar Liebich wird vermisst und Bella Block beginnt zu ermitteln. Sie befürchtet, dass ihn das gleiche Schicksal ereilt haben könnte wie Kevin Petersen, der vor drei Monaten mit zahlreichen Stichwunden tot aufgefunden wurde. Der Täter konnte bis heute nicht gefasst werden und ein Serienmord wäre denkbar. Die Kommissarin beleuchtet zunächst das Umfeld von Oskar. Seine Mutter ist mit zwei Kindern alleinerziehend. Partner und Vater ihrer Kinder ist Thomas Engler, dessen Ehe geschieden ist. So bringt sich Engler stark in die Suche nach Oskar mit ein, was seiner Tochter Laura aus der geschiedenen Ehe missfällt, weil er nun noch weniger Zeit für sie hat. Sein Bruder mobilisiert die Presse und startet eine öffentliche Suchaktion nach dem Jungen. Bella Block unterstellt Martin Engler allerdings ein rein finanzielles Interesse, da er selber Journalist ist und die Geschichte exklusiv vermarkten möchte. Engler beschuldigt hingegen Oskars Mutter, sich nicht genug um die Kinder zu kümmern, die ihr, seiner Meinung nach, nur im Wege wären. Die Kommissarin kann dafür jedoch keine Anhaltspunkte finden.
Nach Tagen erfolgloser Suche wird Oskar leblos in einem wasserlosen Schwimmbecken gefunden. Er war an Händen und Füßen gefesselt und ist bei den kalten Dezembertemperaturen offensichtlich an Unterkühlung gestorben. Bella Block ist sich sicher, dass Oskar seinen Mörder kannte und dass sie ihn im direkten Umfeld des Kindes finden wird. Als auch noch Oskars Schwester Ronja verschwindet, ist sie aufs höchste alarmiert. Alles deutet darauf hin, dass die Lösung des Falls in den Familienverhältnissen zu finden ist, und sie verdächtigt die große Schwester Laura. Die Kommissarin spricht mit Laura und so stellt sich heraus, dass sie hochgradig eifersüchtig auf ihre Halbgeschwister ist. Laura verrät unter Tränen den Ort, wo sie Ronja versteckt hat, sodass sie gerettet werden kann.
Bella Block konstatiert: Kinder sind erst Opfer – dann Täter. Laura sagt aus, dass sie Oskar getroffen hätte und er sagte, dass ihm langweilig sei. Sie wollte eigentlich nicht, aber dann sei sie mit ihm per Fahrrad bis ins alte Schwimmbad gefahren und hat ihn dort zum Spaß gefesselt und geknebelt. Nachdem er ihr verraten hätte, dass ihre Eltern heiraten würden, war Laura so geschockt, dass sie weggelaufen sei und Oskar hilflos zurückgelassen hätte.

## Produktionsnotizen
Das Gegenteil von Liebe wurde vom 12. November bis zum 18. Dezember 2002 in Hamburg gedreht.

## Rezeption

### Einschaltquote
Bei der Erstausstrahlung von Das Gegenteil von Liebe am 3. Januar 2004 im ZDF wurde der Film in Deutschland von insgesamt 6,61 Millionen Zuschauern gesehen und erreichte einen Marktanteil von 20,0 Prozent.

### Kritik
Rainer Tittelbach von tittelbach.tv meinte: „Sie war noch nie eine, die wegschaut. Und so haben die Fälle von Bella Block oft etwas brutal Menschliches und halten zugleich der Gesellschaft den Spiegel vor.“  „‚Das Gegenteil von Liebe‘ ist eine besonders gute Episode der Reihe. Das kluge Buch von Katrin Bühlig um Liebesverlust und seine tödlichen Folgen verfilmte Dagmar Hirtz in ruhigen Bildern, mit melancholischer Poesie & großartigem Ensemble.“

„Der komplexe (Fernseh-)Krimi erzählt von privaten und beruflichen Rückschlägen und stellt die sympathische Protagonistin in ein interessantes, von beruflichen Frustrationen geprägtes Spannungsfeld.“

„Bestürzend, nichts für Zartbesaitete.“